# Jiří Suchý – Písničky
Jiří Suchý – Písničky je třetí album s autorskou prací skladatele, zpěváka, herce a zakladatele divadla Semafor Jiřího Suchého a jeho první profilové (sólové) LP. Nahrané bylo převážně v roce 1964 ve Studiu Strahov a vyšlo k pátému výročí založení Semaforu, autorem poloviny melodií je Jiří Šlitr. Album vyrobilo vydavatelství Supraphon pod katalogovým číslem SP 20098. Souběžně s deskou vyšla také první kniha Suchého písňových textů nazvaná Klokočí.

## Sestava alba
První strana alba je koncipovaná jako rozhlasový pořad, v němž Jiří Suchý uvádí jednotlivé písně a přibližuje okolnosti vzniku jejich nahrávek. Nabízí zde své nejstarší dochované skladby, které nazpíval pro Československý rozhlas či s nimi vystupoval v klubu Reduta s kapelou Akord club. Druhou stranu desky tvoří nové písně natočené v lednu 1964 ve studiu Strahov a z větší části pocházejí z autorské dílny Jiří Suchý – Jiří Šlitr. Hudebníci na nich pracovali v počátku filmování muzikálu Kdyby tisíc klarinetů. Vedle autora na desce zpívají také Jiří Šlitr, Eva Pilarová, Pavlína Filipovská, harmonikář Vilém Rogl, grafik a hudebník František Viktor Sodoma a jeho žena Vlasta Sodomová (rodiče zpěváka Viktora Sodomy ml.). 
Kolekce obsahuje několik známých hitů, předně Suchého skladbu "Blues pro tebe" (zde prvně vydanou v autorově podání, původně ji na desku nazpíval Josef Zíma), divadelní hit "Malé kotě", tehdy známý z televizních obrazovek, či reklamní píseň pro národní podnik "Barvy – Laky". Skladba "Zlá neděle" vyšla dříve též v podání zpěvačky Hany Hegerové, která s ní v červenci 1962 získala cenu na jazzovém festivalu v polských Sopotech.

## Vydání a reedice alba
Vydavatelství Supraphon nedistribuovalo album do obchodů, ale pouze jako prémii na objednání pro členy Klubu přátel poezie při nakladatelství Československý spisovatel. LP deska proto byla již po svém vydání (v květnu 1964) sběratelskou zajímavostí. Umělecky řešený obal vytvořil známý výtvarník Zdenek Seydl. Kritik Milan Blahynka v dobové recenzi napsal: "Deska ukazuje Suchého a Šlitra nejen na špičce naší písňové produkce, ale i jejich místo v kontextu současné poezie: tvoří zároveň protiváhu i doplněk produkce básníků polemické generace šotolovské. Má-li poetismus, v dnešní poezii vůbec nějakého pokračovatele, je jím právě Jiří Suchý. Že tvoří poezii jiného skladebného typu, že nepíše básně, ale skládá se Šlitrem písně? To je myslím právě jedna z proměn Podivuhodného kouzelníka. V Suchém trvá a rozvíjí se fantazie, dobrá životní míra, akrobatická suverenita a lehkost, esprit, dětský svět, umění vidět a zpívat svět ve všech barvách a tempech."
V roce 1974 Supraphon album vydal v reedici na LP, roku 1996 nabídlo hudební nakladatelství Bonton rozšířenou CD variantu alba pod upraveným titulem "Jiří Suchý – Písničky (1956-1964)". To obsahovalo třináct bonusových písní z koncertu Akord clubu v Redutě (1957), vzpomínky Jiřího Suchého a poznámky editora Karla Knechtla. Druhá reedice vyšla v rámci supraphonského CD boxu "Semafor - léta šedesátá" v roce 2011.

## Singl Malý blbý psíček
V červenci 1964 vyšel z alba singl s vybranou písní "Malý blbý psíček". Skladba pocházela z období Suchého vystupování se skupinou Akord club a Supraphon již tehdy uvažoval o jejím vydání, nicméně pod vlivem dobových konvencí požadoval změnu názvu (a textu) na "Malý bílý psíček", což Jiří Suchý odmítl. Pavel Grym v Divadelních novinách označil píseň za jednu z nejslabších z dílny S+Š. Druhou stranu singlu tvořila nová píseň Suchého a Šlitra "Bolí mě hlava" z pásma "Šest žen". Nazpíval ji trumpetista a tehdejší člen divadla Semafor Jiří Jelínek. 

## Seznam skladeb
| Strana 1 | Strana 1                | Strana 1                        | Strana 1                       | Strana 1 |
| Pořadí   | Název                   | Autor                           | Zpěv                           | Délka    |
| -------- | ----------------------- | ------------------------------- | ------------------------------ | -------- |
| 1.       | Letní den               | autor hudby neznámý, Jiří Suchý | Vlasta a Viktor Sodomovi       | 3:08     |
| 2.       | Blues pro tebe          | Jiří Suchý                      | Jiří Suchý                     | 1:42     |
| 3.       | Bílá myška v deliriu    | Jiří Suchý, Jiří Šlitr          | Jiří Suchý, Vilém Rogl         | 1:50     |
| 4.       | Metamorfózy             | Jaroslav Jakoubek, Jiří Suchý   | Jiří Suchý                     | 1:44     |
| 5.       | Blues na cestu poslední | Jiří Suchý                      | Jiří Suchý                     | 2:29     |
| 6.       | Já žiju dál             | Jiří Suchý                      | Jiří Suchý                     | 2:23     |
| 7.       | Blues o zmoklé slepici  | Jaroslav Jakoubek, Jiří Suchý   | Jiří Suchý                     | 2:53     |
| 8.       | Barvy – laky            | Jiří Suchý, Jiří Šlitr          | Jiří Suchý, Pavlína Filipovská | 2:29     |

| Strana 2 | Strana 2                    | Strana 2                   | Strana 2               | Strana 2 |
| Pořadí   | Název                       | Autor                      | Zpěv                   | Délka    |
| -------- | --------------------------- | -------------------------- | ---------------------- | -------- |
| 9.       | Malé kotě                   | Jiří Suchý, Jiří Šlitr     | Jiří Suchý a sbor      | 2:26     |
| 10.      | Malý blbý psíček            | Jiří Suchý, Jiří Šlitr     | Jiří Suchý             | 3:12     |
| 11.      | Želví blues                 | Jiří Suchý                 | Eva Pilarová           | 3:10     |
| 12.      | Svítání                     | Josef Suchánek, Jiří Suchý | Jiří Suchý             | 2:18     |
| 13.      | Zlá neděle                  | Jiří Suchý, Jiří Šlitr     | Jiří Suchý             | 4:17     |
| 14.      | Blues o stabilitě           | Jiří Suchý, Jiří Šlitr     | Jiří Suchý             | 2:46     |
| 15.      | Tu krásu nelze popsat slovy | Jiří Suchý, Jiří Šlitr     | Jiří Suchý, Jiří Šlitr | 2:55     |
| 16.      | V kašně                     | Jiří Suchý, Jiří Šlitr     | Jiří Suchý, Jiří Šlitr | 2:16     |

## Hudební doprovod
- Akord club (1, 3)
- Trio Jiří Bažant - klavír, Luděk Hulan - kontrabas, Vladimír Tomek - kytara (2, 4-6)
- Trio Milana Dvořáka (7)
- Skupina Ferdinanda Havlíka (8-16)